# Arquitectura de Filipinas

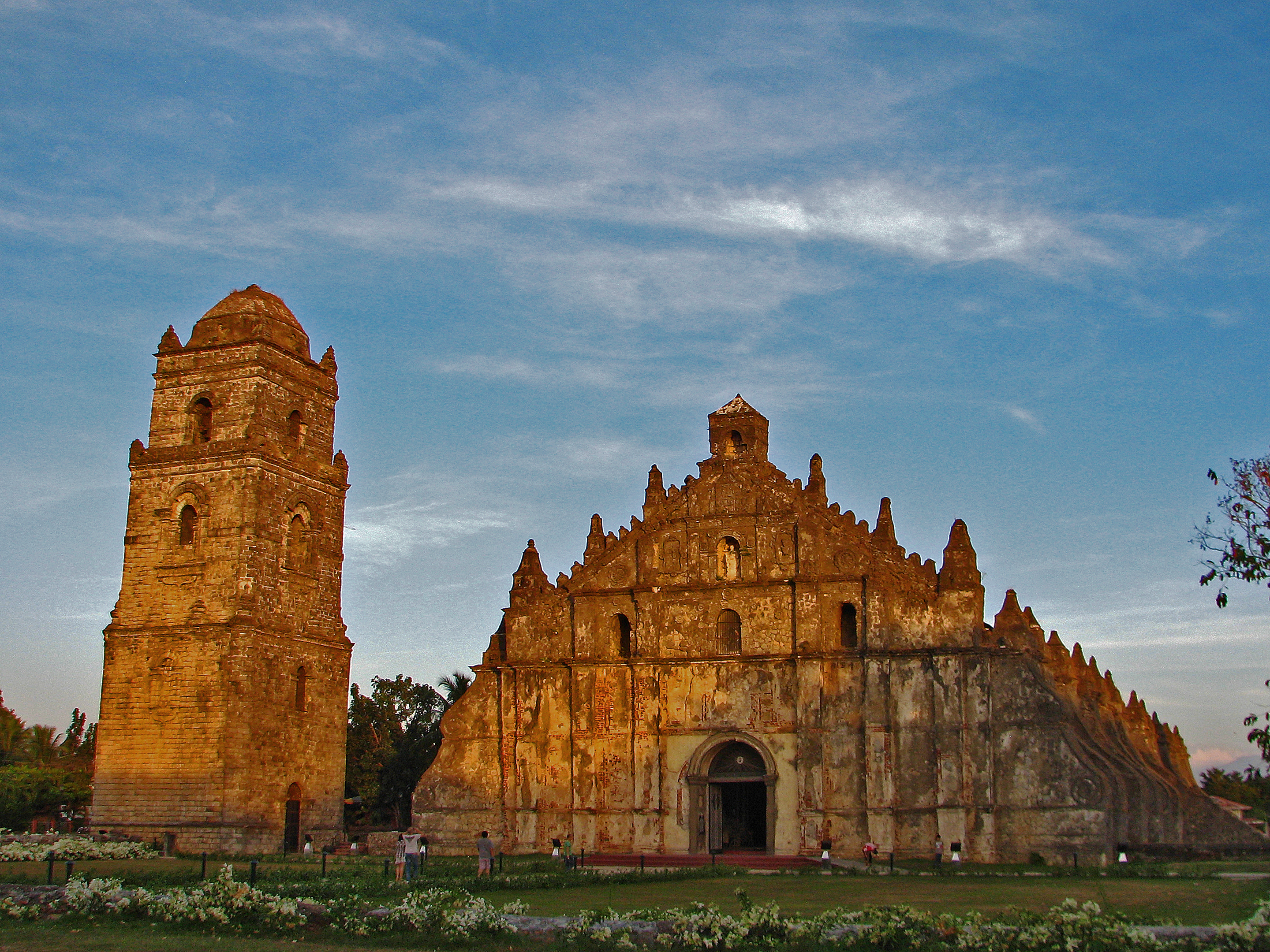
La iglesia de San Agustín en Páoay es uno de los ejemplares mejor conservados del barroco de terremotos.

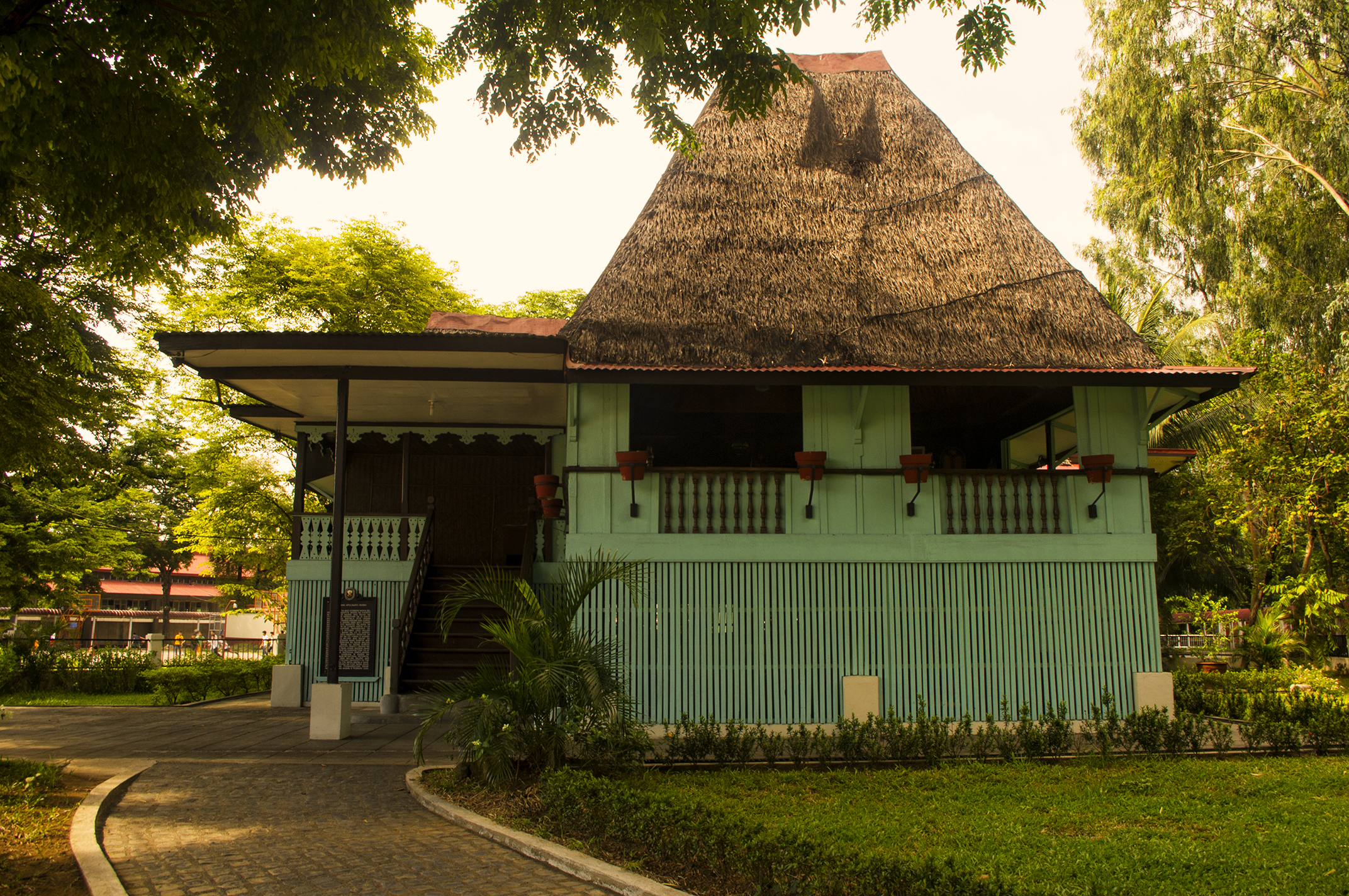
Un bahay kubo de la época colonial perteneciente a Apolinario Mabini en Santa Mesa (Manila).

La arquitectura de Filipinas (en filipino: Arkitekturang Pilipino) refleja las tradiciones históricas y culturales del país. Las estructuras más destacadas del archipiélago están influenciadas por la arquitectura austronesia, china, española y estadounidense.

## Etapa precolonial

### Terrazas de arroz
Durante años, la provincia montañosa de Ifugao se ha cultivado cuidadosamente con campos en terrazas. Los constructores originales de las estructuras usaron paredes de piedra y barro para tallar y construir terrazas con cuidado que pudieran contener campos de estanques inundados para el cultivo de arroz. También establecieron un sistema para regar estas parcelas recolectando agua de los bosques de la cima de las montañas. Estas hazañas de ingeniería se realizaron a mano, al igual que la agricultura en sí.
El mantenimiento de las terrazas de arroz refleja un enfoque principalmente cooperativo de toda la comunidad, que se basa en el conocimiento detallado de la diversidad de recursos biológicos existentes en el agroecosistema de Ifugao. Las comunidades aledañas también tienen en cuenta un sistema anual ajustado que respeta los ciclos lunares y, además de un complejo régimen de control de plagas basado en el procesamiento de una variedad de hierbas, acompañado de rituales religiosos y cultura tribal. Aunque popularmente conocido y catalogado por la Unesco como un sitio del Patrimonio Mundial que se cree que tiene más de 2000 años, investigaciones recientes sugieren que las terrazas pueden tener aproximadamente 400 años de antigüedad.

### Bahay kubo

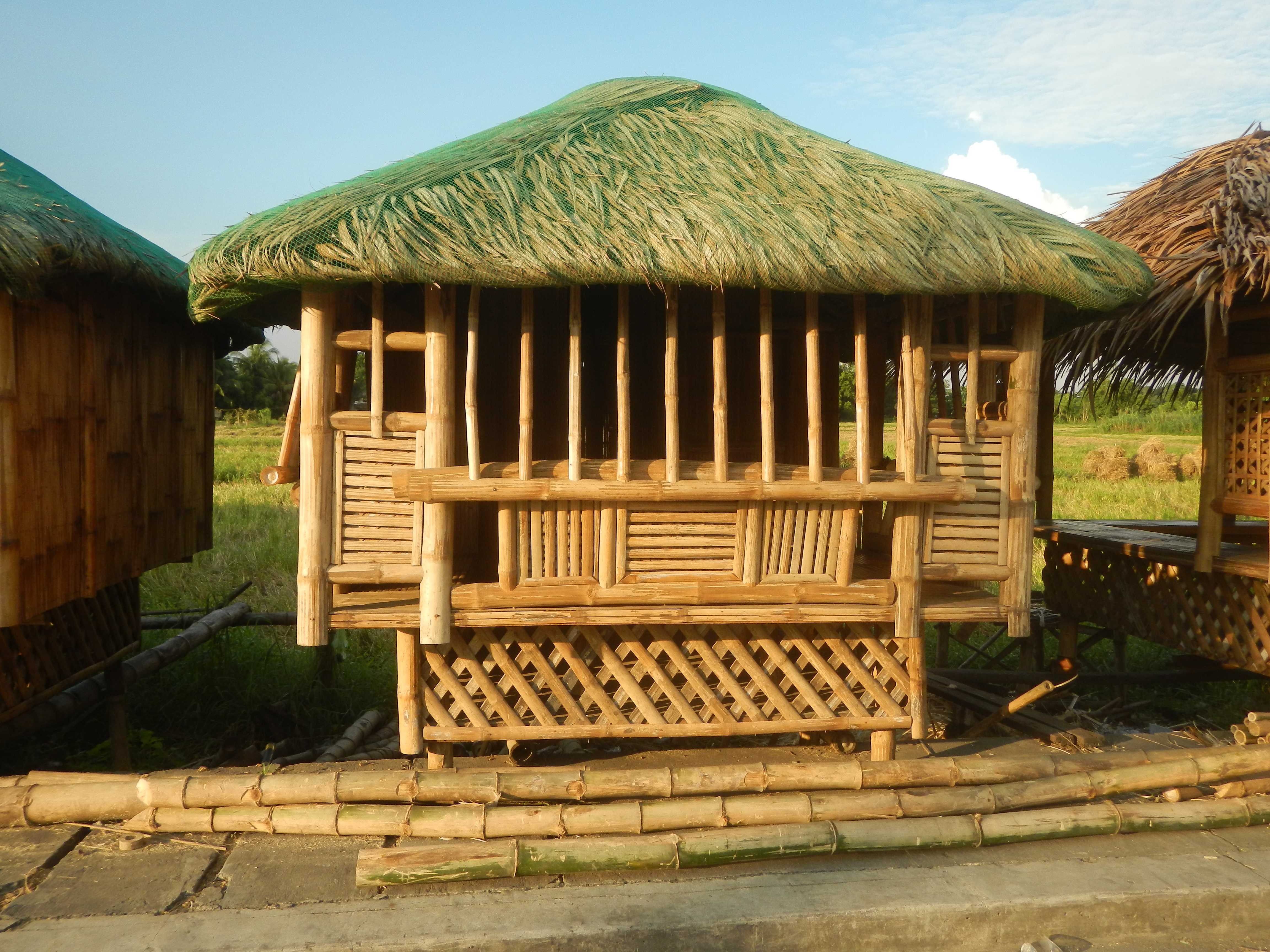
Una cabaña nipa en Bocaue (provincia de Bulacán).

Las cabañas bahay kubo eran los hogares tradicionales de las zonas rurales de Filipinas. El término deriva del filipino bahay, que significa casa, y del castellano cubo. Los materiales empleados incluyen el bambú unido mediante hilos vegetales secos en el exterior y hojas de nipa o listones de bambú en el interior. El suelo también está conformado por este material cortado finamente. Es habitual que la estructura se eleve entre un y dos metros sobre el suelo gracias a unas gruesas varas de bambú para proteger a la vivienda de animales e inundaciones.
Un bahay kubo está diseñado para brindar un refugio en la temporada de lluvias y proporcionar sombra durante el verano. Hay ventanas tipo toldo en todos los lados, que mantienen el interior ventilado y que se pueden sellar de la intemperie mediante una serie de paneles correderos. Su techo de pendiente pronunciada deja caer la lluvia y proporciona suficiente espacio para que escape el aire caliente. Algunas cabañas tienen un porche trasero abierto (batalan) que se utiliza como depósito para tinajas de agua, un sótano (silong) empleado para la mayoría de las tareas domésticas y un nicho (silido) para guardar las alfombrillas y almohadas después de su uso. El espacio debajo de la casa se usa para ventilación y como área de almacenamiento de alimentos o, a veces, como refugio para animales pequeños como cabras y aves de corral. Una característica distintiva de estas cabañas domésticas es una especie de escalera (hagdan) que se puede retirar fácilmente por la noche y colocar en el patio.

## Colonización española

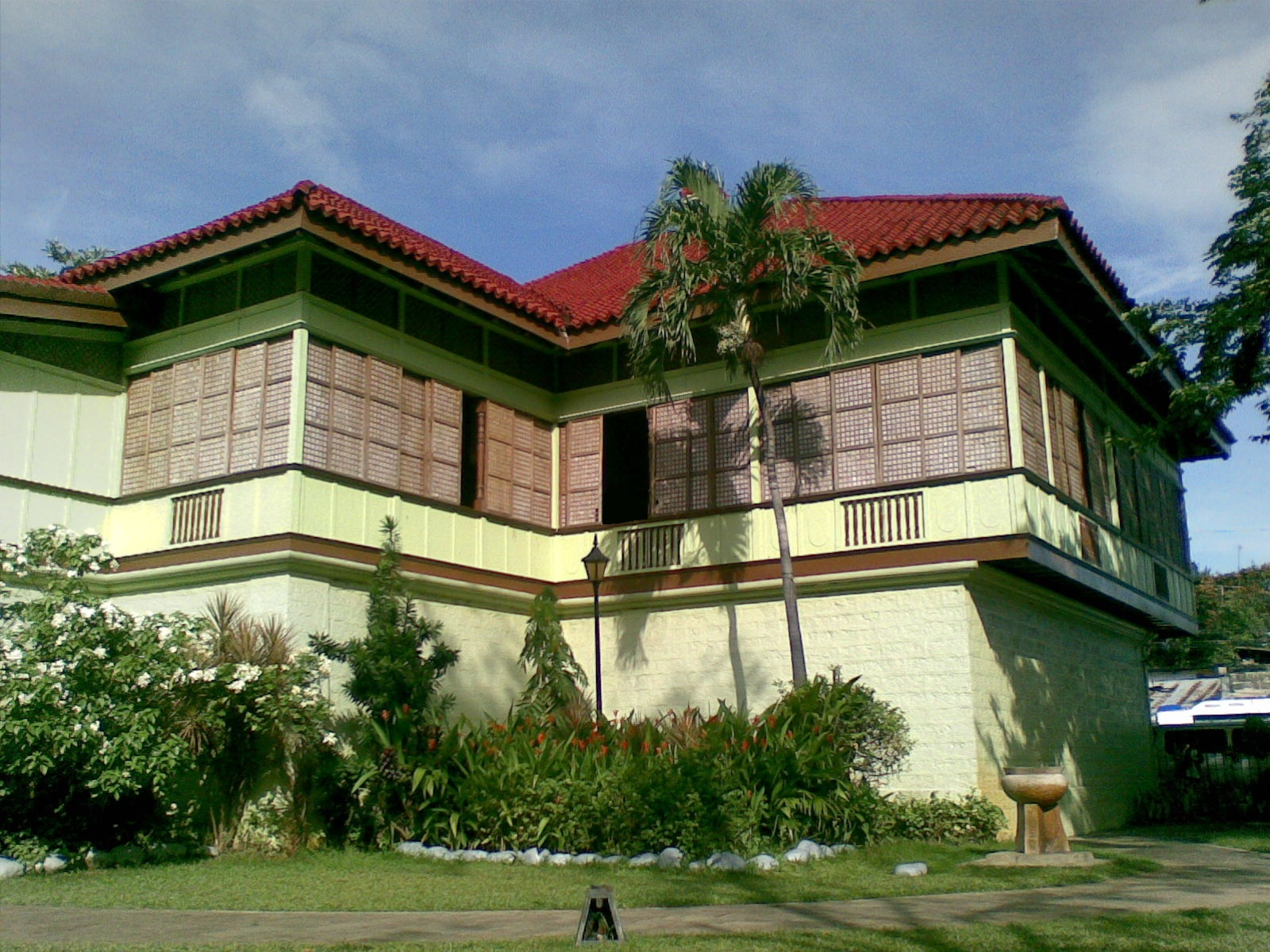
La casa colonial santuario Rizal en Calambá.

El bahay na bato (en filipino, casa de piedra) es un estilo de hogar destinado a la nobleza que se construyó con ladrillo y piedra en lugar del bambú tradicional. Presenta una mezcla de influencias nativas filipinas, españolas y chinas. Durante el siglo XIX, los filipinos adinerados construyeron casas de gama elevada, generalmente con cimientos de piedra sólida o paredes inferiores de ladrillo, y un piso superior de madera con balaustradas, ventanas corredizas de concha de capiz y un techo de tejas. Algunos ejemplos conservados de estas casas se pueden encontrar en Vigan (Ilocos Sur).
En cuanto a la arquitectura religiosa, la orden de los Agustinos Filipinos construyó muchas iglesias en todo el país y todavía se pueden encontrar en las islas. La iglesia de San Agustín en Ilocos Norte destaca como exponente del barroco filipino de la época española y ha sido incluido en la lista del Patrimonio Mundial de la Unesco. La estructura fue construida por los frailes agustinos desde 1694 hasta 1710 y muestra la arquitectura de estilo barroco a prueba de terremotos. El campanario sirvió como puesto de observación en 1896 para el Katipunan durante la revolución filipina contra los españoles, y nuevamente para las guerrillas filipinas durante la ocupación japonesa en la Segunda Guerra Mundial.

## Período estadounidense

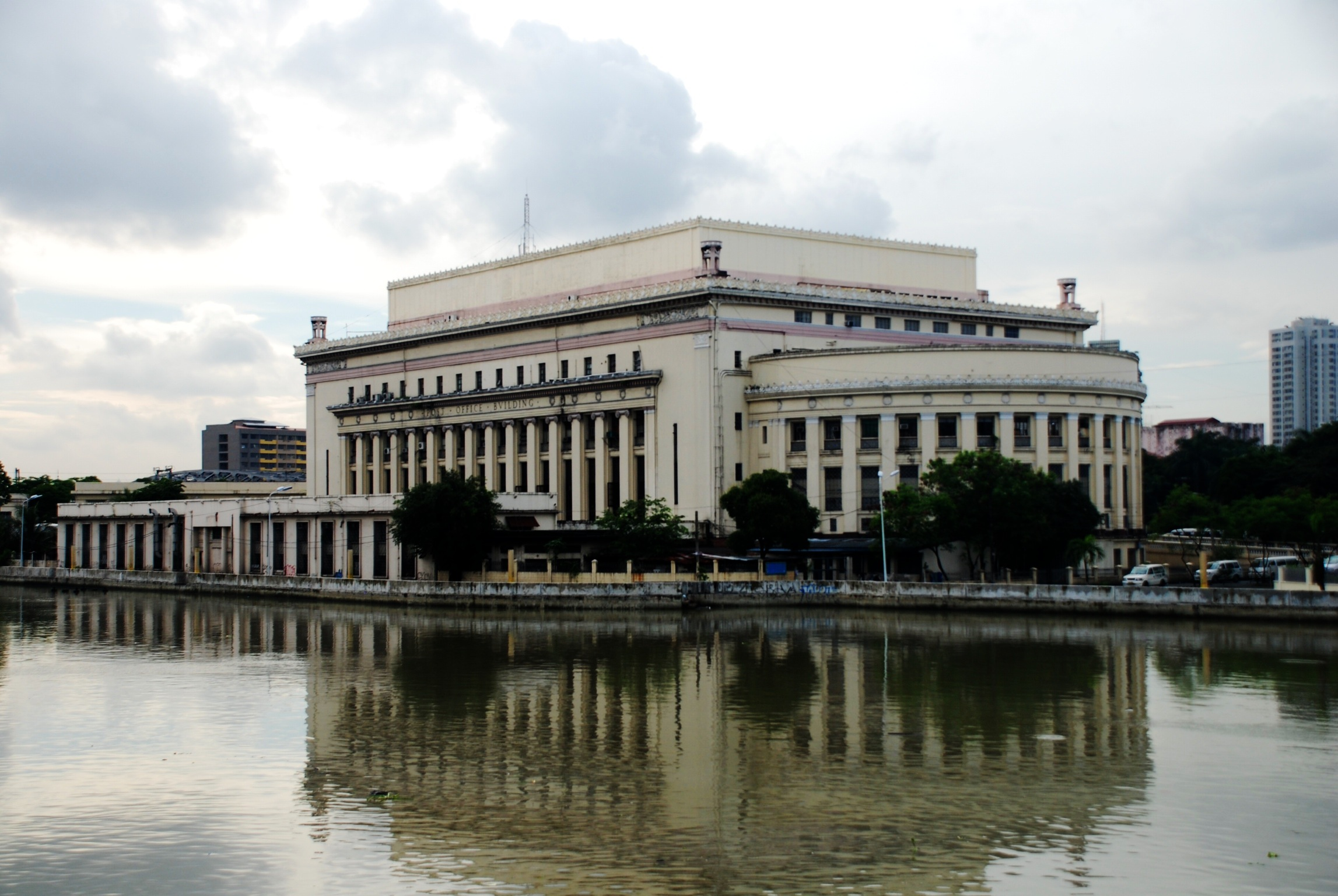
La Oficina Central de Correos de Manila, de esitlo neoclásico.

Con la llegada de los estadounidenses en 1898 surgió una nueva generación de estructuras arquitectónicas en Filipinas. La principal de las contribuciones estadounidenses al país fue el establecimiento de un gobierno civil. Esto llevó a la construcción de edificios gubernamentales en grandes ciudades y a nivel municipal. Estas estructuras de gobierno presentan un estilo principalmente neoclásico. Con el dominio estadounidense firmemente establecido en el país, el gobierno militar de la época invitó al conocido arquitecto y urbanista Daniel Burnham a desarrollar Manila. La llegada de Burnham condujo a la formación del Plan Burnham, que identifica a la ciudad de Manila como una ciudad europea única en los trópicos y, como tal, se opone a desarrollar su arquitectura de acuerdo con el estilo preexistente. El estilo de los edificios, como se sugiere, varía poco de la arquitectura existente en ese momento, como lo tipifica el Hotel Manila.